# Yahiko Myōjin
(Riflessione di Yahiko su Kenshin prima di combattere con Hyogo Kujiranami)
Yahiko Myōjin (明神 弥彦? Myōjin Yahiko) è uno dei personaggi principali tratti dal manga e dall'anime di Nobuhiro Watsuki Kenshin samurai vagabondo.

## Storia

### L'infanzia e l'incontro con Kenshin
Yahiko cresce col pesante fardello della morte del padre durante la Guerra Boshin nella Battaglia di Ueno, ucciso al Tempio Keneiji. Il ragazzino è una testa calda, è arrogante, insolente, volgare e non ha buone maniere; oltretutto si avvale del titolo di "Samurai di Tokyo" in onore del padre.
Essendo orfano, vive di espedienti e tra un furto e un altro si inserisce in un clan di yakuza, per i quali lavora durante le bische.
Yahiko incontra per la prima volta Kenshin su un ponte e gli ruba il portafogli. Il samurai se ne accorge, ma decide di lasciargli il bottino; tuttavia Yahiko asserisce di essere il discendente di un samurai e di non accettare elemosina. Quando il ragazzino torna tra i malavitosi e dichiara di non esser riuscito a rubare nulla, questi lo malmenano a sangue. Solo l'intervento di Kenshin lo salva da morte certa; il boss del clan, capendo che Kenshin non era un assassino come tutti gli altri, afferma che il ragazzino può lasciare il clan e promette di non interferire più. Kenshin porta così il giovane da Kaoru nel suo dojo, la quale dopo un po' di lotta riesce a convincerlo a diventare allievo della sua scuola.

### Le prime battaglie
Yahiko si dimostra subito un ottimo allievo e anche se profondamente attratto dallo stile Mitsurugi Hiten, impara volentieri le tecniche di scuola Kamiya.
La prima vera battaglia, Yahiko la affronta in nome di un nobile ideale: quello di difendere una ragazzina (Tsubame), la quale veniva sfruttata da alcuni brutti ceffi. Tuttavia il primo scontro si conclude con una sonora sconfitta per Yahiko, che non riesce a tenere testa a più avversari contemporaneamente. Kenshin, nonostante non voglia insegnargli una tecnica assassina come la propria, gli consiglia di usare come espediente la corsa; correndo via, non tutti gli inseguitori avranno la stessa velocità e in questo modo Yahiko potrà sconfiggerli uno alla volta. Ad osservarlo ci sono Kenshin, Kaoru e Sanosuke, ma nessuno di loro interviene, dando fiducia a Yahiko, il quale riesce a sconfiggere i nemici e salvare la ragazzina.
Il primo vero rivale di Yahiko è però Yutaro Tsukayama, un ragazzino coetaneo di Yahiko, che stravede per il suo "maestro" Raijuta Isurugi. Questi però è interessato solo al patrimonio del ragazzo per poter mettere in piedi un esercito in grado di ribaltare l'attuale governo giapponese. Yutaro, sentitosi tradito, si convince a seguire Kenshin al dojo Kamiya dove affronta Yahiko in qualità di compagno apprendista. L'incontro è notevole, ma viene interrotto a causa della cattiva impugnatura dello shinai da parte di Yutaro. Lo scontro è dunque annullato e rimandato; sennonché dopo il combattimento tra Raijuta e Kenshin, Yutaro rimane ferito al braccio e il tendine si recide. Al ragazzo viene detto che non potrà mai più impugnare una spada, però essendo il rampollo di una famiglia facoltosa, si reca in Germania per le cure e giura rivincita al rivale Yahiko.

### La consacrazione
Durante la saga di Kyoto, Yahiko segue Kenshin nell'antica capitale giapponese per sconfiggere Makoto Shishio. Yahiko si dimostra un vero guerriero quando, per difendere l'Aoiya, decide di affrontare da solo Henya Kariwa, uno dei membri del Juppongatana. Hanya è un guerriero molto esperto e particolarmente abile con le armi da fuoco, mentre Yahiko lo affronta solo con lo shinai. L'incontro è devastante per il povero ragazzino, che subisce i continui attacchi portati da lontano - grazie alla polvere da sparo - e non riesce mai a contrattaccare poiché il nemico usa la dinamite per darsi uno slancio fortissimo che dà l'impressione del volo. Quando per Yahiko sembra tutto perduto, un colpo di genio proprio del piccoletto capovolge la situazione; utilizzando una parte del tetto del ristorante Aoiya, Yahiko si protegge dall'esplosione causata da Henya e con lui balza in volo. A quel punto Yahiko imita Kenshin ed esegue il Ryu Kansen alla sua maniera, causando una profonda ferita ad Hanya, sia fisica che morale. In seguito alla caduta di Henya però, anche Yahiko sviene; tuttavia quando compaiono Saizuchi e Fuji, il giovanotto rinviene e gli dichiara battaglia, ma fortunatamente l'intervento provvidenziale di Seijūrō Hiko scongiura ogni coinvolgimento del ragazzo ormai sfinito.
Durante la saga del Jinchu invece, si vede un Yahiko ormai cresciuto ed esperto. Dapprima sceglie come avversario Hyoko Otowa, un sicario dall'indistinta sessualità che usa armi bizzarre e quasi sempre avvelenate. Questi appare contrariato dal fatto di dover affrontare Yahiko e non Kenshin, come avrebbe voluto, tuttavia dovrà ricredersi in quanto il giovane lo mette in netta difficoltà, soprattutto quando ricorre all'Ougi della scuola Kamiya Kasshin, ovvero Hadome-Hawatari: questa tecnica consiste nel bloccare l'arma dell'avversario con le braccia e una volta immobilizzato attaccarlo. Alla fine, anche grazie alle sue abilità di mariolo, riesce a battere Otowa che preferisce darsi alla fuga piuttosto che perseguire la sua vendetta.
Cruciale per il proseguimento della storia è anche la battaglia tra Yahiko e Hyogo Kujiranami, un uomo con un cannone al posto del braccio. Questi è chiaramente superiore a Yahiko e stavolta l'intervento di Kenshin è d'obbligo per salvare la vita del ragazzo e per abbandonare una volta per tutte Rekunin Mura.
Quando poi Kenshin e compagni si recano sull'isolotto di Enishi Yukishiro per salvare Kaoru, Yahiko, Sanosuke, Saito e Aoshi affrontano le quattro divinità Sushin. Yahiko se la vede con Genbu, che si considera il più prudentein battaglia e combatte con un bastone diviso in segmenti che annulla l'Ougi Kamiya Kasshin. Yahiko però, col manico dello shinai riesce a distruggere l'arma del colosso e vince quell'estenuante combattimento.

### Il Genpuku
Dopo cinque anni dalla vittoria contro Enishi, Yahiko è ormai diventato il "secondo spadaccino più forte di tutto il Giappone" e rileva Kaoru come maestro della scuola Kamiya Kasshin. Quando Kenshin lo invita nella palestra, lo sfida ad un combattimento di kendō ad un solo colpo. Yahiko accetta e al via di Kaoru i due sferrano entrambi un colpo diretto; quello di Kenshin è più forte e fa accasciare Yahiko, che però riceve i complimenti dall'ex Battosai e come regalo per il Genpuku riceve da Kenshin la mitica sakabato di Arai Shakku, con la quale ha sconfitto avversari del calibro di Soujiro Seta, Makoto Shishio ed Enishi Yukishiro.
In seguito alla morte di Kenshin, la spada sakabato passerà a Kenji Himura, dopo che questi avrà affrontato proprio Yahiko senza però batterlo.

## Yahiko no Sakabato
Yahiko è anche il protagonista della storia spin-off intitolata Yahiko no Sakabato, in cui il ragazzo padroneggia ormai lo stile Kamiya Kasshin e utilizza la sakabato regalatagli da Kenshin per sconfiggere i nemici.

## Tecniche e abilità
Yahiko è il personaggio che subisce l'evoluzione maggiore durante la storia: da debole ragazzo di strada ad abile spadaccino. Pur non essendo dotato di talento naturale come Sōjirō Seta o Yutary Tsukayama, e mancando dell'esperienza di battaglia di Kenshin, Saito o Aoshi, grazie all'impegno e alla forza di volontà, Yahiko riesce nel corso della storia a sconfiggere avversari ben più forti di lui, tanto da essere definito da Kaoru come il "decenne più forte del Giappone". Oltre che le tecniche di spada, per via del suo passato da ragazzo di strada, Yahiko è anche un eccellente borseggiatore, capace di sottrarre piccoli oggetti senza che il malcapitato se ne accorga; tuttavia, data la sua natura orgogliosa, Yahiko disprezza questa sua abilità, ed è solito usarla solo se la situazione lo richiede.
Nel corso della storia, Yahiko darà sfoggio sia delle tecniche proprie dello stile Kamiya Kassin, che di alcune sue rivisitazioni personali dello stile Hitan Mitsurugi:
- Miyomimane RyuTsuisen (Lampo del Dragone Martellante alla mia maniera): imitando la tecnica di Kenshin, Yahiko salta più in alto che può e colpisce il nemico con un potente fendente dall'alto; utilizzata la prima volta conto Enya delle Dieci Spade
- RyuShosen Modoki (Lampo del Dragone Ascendente alla mia maniera): sempre ispirandosi alla tecnica di Kenshin, Yahiko colpisce il nemico dal basso verso l'alto mentre salta.
- Kamiya Kassin Ryu Ougi no Mamori: Hadome (Tecnica Segreta della Difesa: Bloccare la Lama): tecnica che consente, incrociando le braccia e unendo i dorsi delle mani, di bloccare la spada del nemico, potendo impugnare la propria al tempo stesso; nelle fasi finali del manga, Yahiko ha padroneggiato a tal punto la tecnica che può bloccare un fendente solo usando le dita.
- Kamiya Kassin Ryu Ougi no Seme: Hawatari (Tecnica Segreta dell'Attacco: Attraversare la Lama): tecnica successiva all'Hadome: tenendo bloccata la spalla dell'avversario, Yahiko scatta in avanti e lo colpisce con la punta dell'impugnatura.
- Kamiya Kassin Ryu Ougi no Jukutatsu: Hadachi (Tecnica Segreta della Maestria: Spezzare la Lama): Tecnica mostrata in Yahiko no sakabato: consiste nell'afferrare la lama dell'avversario e spezzarla con una rapida torsione del polso.